# 北極星 (ふきのとうのアルバム)
『北極星』（ほっきょくせい）は、1985年4月21日に発売された日本のフォークデュオ、ふきのとうの11thアルバム。

## 概要
- 前作の『011』に引き続き、ふきのとうの地元である北海道札幌市のレコーディングスタジオ「スタジオジャック」でレコーディングが行われた[1]。
- ふきのとうのオリジナルアルバムとしては初めて、シングル曲が1曲も収録されていないアルバムとなった。

## 収録曲
| 全編曲: 瀬尾一三。 |                      |           |           |       |
| #                  | タイトル             | 作詞      | 作曲      | 時間  |
| 1.                 | 「6時のサイレン」    | 細坪基佳  | 細坪基佳  | 5:19  |
| 2.                 | 「ふる里に春が来た」 | 山木康世  | 山木康世  | 3:53  |
| 3.                 | 「もう春なんだなあ」 | 武田鉄矢  | 山木康世  | 4:19  |
| 4.                 | 「この道歩いて」     | 山木康世  | 山木康世  | 4:50  |
| 5.                 | 「風薫る五月」       | 山木康世  | 山木康世  | 3:30  |
| 合計時間:          | 合計時間:            | 合計時間: | 合計時間: | 21:51 |

| 全編曲: 瀬尾一三。 |                             |           |           |       |
| #                  | タイトル                    | 作詞      | 作曲      | 時間  |
| 6.                 | 「恋心」                    | 山木康世  | 山木康世  | 2:57  |
| 7.                 | 「走馬燈」                  | 細坪基佳  | 細坪基佳  | 4:27  |
| 8.                 | 「夕焼けの翼」              | 細坪基佳  | 細坪基佳  | 4:28  |
| 9.                 | 「星は天から大地」          | 山木康世  | 山木康世  | 5:14  |
| 10.                | 「セピア色のOld Time Song」 | 細坪基佳  | 細坪基佳  | 4:28  |
| 合計時間:          | 合計時間:                   | 合計時間: | 合計時間: | 21:34 |

## 曲解説

### A面
1. 6時のサイレン
2. ふる里に春が来た
3. もう春なんだなあ
同年の1月25日に発売された武田鉄矢のシングル「如月の風の中で」のB面（カップリング曲）に収録されている楽曲のセルフカバー。
4. この道歩いて
5. 風薫る五月

### B面
1. 恋心
2. 走馬燈
3. 夕焼けの翼
4. 星は天から大地
5. セピア色のOld Time Song

## 参加ミュージシャン
- Vocal, Acoustic Guitars, Harmonica：山木康世
- Vocal, Acoustic Guitars：細坪基佳

- Piano, Keyboards, Recorder, Accordion, Chorus：今泉敏郎
- Drums, Percussions, Rhythm Programmer：平野肇
- Electric Guitars, Chorus：佐藤満
- Electric Bass, Double Bass, Chorus：河合徹三
- Violin, Keyboards, Recorder, Chorus：都留教博

### Additional Musicians
- Acoustic Guitars, Keyboards, Rhythm Programmer, Chorus：瀬尾一三
- Opentuning Acoustic Guitar, Jean Larrivee, PT-106：小元“ペータ”兵太
- Pedal Steel Guitar/Fazzy：尾崎孝

### Musical Instruments
- AG：Gibson J-45, J-55/Martin New York Model D-28/Ovation Gut/Takamine PT-106/Zenon Gut-3500
- EG：P-Project/Fujimoto's Custom Guitar
- KEY：Yamaha Semi-Concert Piano/Fender Rhodes/OB-8×2/DX-7×3/Project-600/Juno-106/Super Jupiter
- Dr：Yamaha Series 9000/RX-11/HC-2
- EB：Fender Jazz Bass/P.V Fretless/Chaki Contrabass
- Recorder：Yamaha Soprano & Alt
- Programmer：MSQ-100
- Tombo Accordion
- Clemona-old Violin